# Älmhults köping
Denna artikel handlar om den tidigare kommunen Älmhults köping. För orten se Älmhult, för dagens kommun, se Älmhults kommun.
Älmhults köping var en tidigare kommun i Kronobergs län. 

## Administrativ historik
Älmhults köping bildades 1901 genom en utbrytning ur Stenbrohults landskommun, där municipalsamhället Älmhults municipalsamhälle inrättades 6 februari 1885. 1971 gick köpingen upp i Älmhults kommun.
Köpingen hörde till Älmhults församling som 1905 utbrutits ur Stenbrohults församling.

## Heraldiskt vapen
Blasonering: Sköld delad av guld, vari två gröna almblad, och av grönt, vari en linnéaranka av guld.
Vapnet komponerades 1945 för Älmhults köping. Almbladen syftar på ortnamnet och linnéan på Linnés födelsesocken Stenbrohult ur vilken köpingen brutits ut. Det registrerades i PRV 1976.

## Geografi
Älmhults köping omfattade den 1 januari 1952 en areal av 27,63 km², varav 26,88 km² land.

### Tätorter i köpingen 1960
I Älmhults köping fanns tätorten Älmhult, som hade 5 129 invånare den 1 november 1960. Tätortsgraden i köpingen var då 96,3 procent.

## Politik

### Mandatfördelning i Älmhults köping 1938–1966
|  | 14 | 10 |

| 23 |

| 14 | 11 |

| 23 |

|  | 15 | 3 | 6 |

| 23 |

| 15 |  | 5 | 4 |

| 22 |

| 15 | 5 | 5 |

| 22 |

| 15 | 4 | 6 |

| 22 |

| 14 | 2 | 5 | 4 |

| 20 | 5 |

|  | 12 | 3 | 4 |  | 4 |

| 22 |